# Fidžijski dolar
Fidžijski dolar, ISO 4217: FJD je službeno sredstvo plaćanja na Fidžiju. Označava se simbolom FJ$, a dijeli se na 100 centi.
Fidžijski dolar je uveden 1969. godine, kada je zamijenio fidžijsku funtu, i to u omjeru 2 dolara za 1 funtu.
U optjecaju su kovanice od 5, 10, 20, 50 centi, te 1 i 2 dolara, i novčanice od 2, 5, 10, 20, 50 i 100 dolara.